# Eriochilus magenteus
Eriochilus magenteus är en orkidéart som beskrevs av David Lloyd Jones. Eriochilus magenteus ingår i släktet Eriochilus och familjen orkidéer.
Artens utbredningsområde är New South Wales. Inga underarter finns listade i Catalogue of Life.